# Grünwald bei Aigen
Grünwald ist ein Ortsteil und eine Ortschaft der Marktgemeinde Aigen-Schlägl in Oberösterreich im Bezirk Rohrbach im oberen Mühlviertel mit 50 Einwohnern (Stand 1. Jänner 2025).

## Geographie
Grünwald liegt auf 950 m Höhe im oberen Mühlviertel. Die Ausdehnung beträgt von Nord nach Süd etwa 500 m, von West nach Ost 3 km. Die Grenze zu Tschechien ist 1 km entfernt.
Die Gesamtfläche beträgt 1,5 km². Die Ortschaft umfasst einschließlich des Gasthauses Panyhaus 29 Adressen (Stand: 1. April 2020).
Um die Siedlung erstrecken sich artenreiche montane Borstgrasrasen, Pfeifengraswiesen (Molinion caeruleae), magere Flachland-Mähwiesen und Berg-Mähwiesen. Auf den umliegenden schattigen Plateaus wachsen Tannenwälder. Größere Flächen werden landwirtschaftlich genutzt. Grünwald ist ein bedeutender Wuchsort des Böhmischen Enzians (Gentianella praecox). Im Hoffmann-Teich in Grünwald gibt es einen Bestand an Edelkrebsen (Astacus astacus), der wahrscheinlich ursprünglich aus den Teichen beim Stift Schlägl stammt.
Die Siedlung gehört zu den Einzugsgebieten des Bügelbachs, des Galgenbachs und des Hammerbachs. Sie ist Teil der 22.302 Hektar großen Important Bird Area Böhmerwald und Mühltal. Das bebaute Gebiet ist vom 9.350 Hektar großen Europaschutzgebiet Böhmerwald-Mühltäler umgeben.

## Geschichte

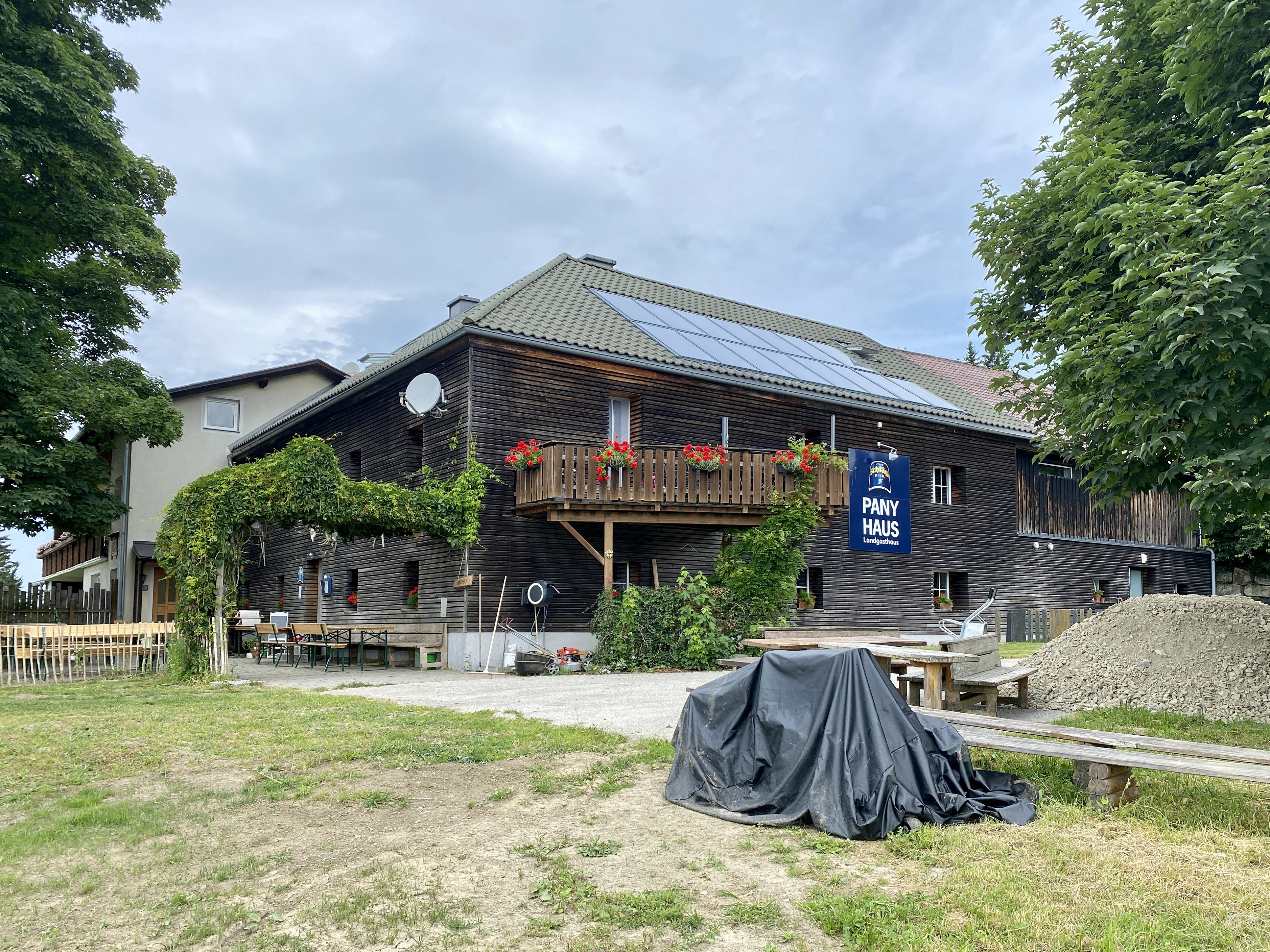
Panyhaus

Die Ortschaft Grünwald entstand aus einer Holzfällersiedlung und gehörte bis zum 2. Februar 1868 zum Dorf Rudolfing. Wegen der großen Entfernung zum Dorf Rudolfing wurden die Häuser von Grünwald zu einer eigenen Ortschaft. Das Panyhaus war das erste Haus in Grünwald. Zuvor hatte es die Hausnummer Rudolfing 29. Bis zur Gemeindefusion von Aigen im Mühlkreis und Schlägl am 1. Mai 2015 gehörte Grünwald zur Gemeinde Aigen im Mühlkreis.

## Kultur und Sehenswürdigkeiten
Durch Grünwald führen mehrere Wanderwege, darunter der Nordwaldkammweg und der Rupertiweg beziehungsweise die Fernwanderwege E6 und E10. Drei mittelschwere Langlaufloipen verlaufen durch den Ort: die nach Christian Hoffmann benannte 13,2 km lange Christian-Hoffmann-Loipe, die 12 km lange Bärnsteinloipe und die 3,8 km lange Grünwald-Loipe.

## Persönlichkeiten
- Christian Hoffmann (* 1974), Langlauf-Olympiasieger, lebte in Grünwald